# Svenska Guadeloupe

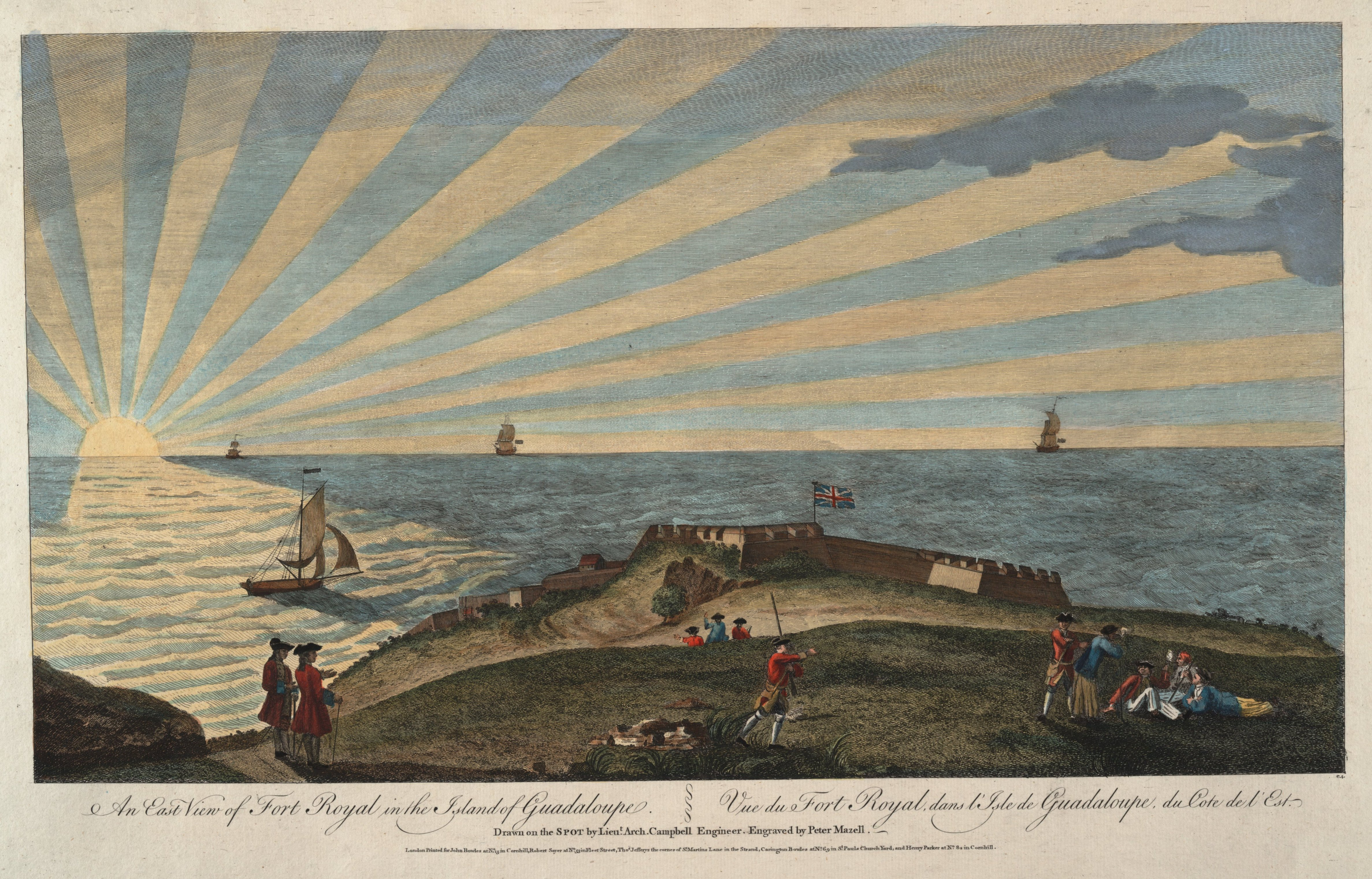
Guadeloupes fort under den brittiska ockupationen 1762.

Svenska Guadeloupe var en svensk koloni som grundades 1813. Kolonin låg bland de Små Antillerna i Västindien. Ön Guadeloupe överläts till Sverige 1813 och var i svensk ägo endast till 1814. Besittningen var dock endast av formell karaktär och få svenskar vistades på ön under den 15 månader långa svenska perioden.

## Bakgrund
Under Napoleonkrigen erövrades ön den 6 februari 1810 av Storbritannien.
Jean Baptiste Bernadotte (blivande kung Karl XIV Johan) var en av Napoleon I:s mest betrodda militärer. I och med flytten till Sverige 1810 förlorade han stora lantegendomar i Frankrike. Storbritannien förhandlade med Sverige om att ingå i en allians mot Napoleon och erbjöd kung Karl XIII och kronprins Karl XIV Johan sedan ön för att byta sida i kriget mot Napoleon som kompensation för eventuella ytterligare egendomsförluster.

## Kolonins grundande
Den 3 mars 1813 överläts Guadeloupe formellt till Sverige efter Guadeloupeöverenskommelsen. Kolonin skulle tillhöra Kungen av Sverige och dennes efterträdare enligt Successionsordningen som hade fastställts den 26 september 1810.

## Geografi
Kolonin omfattade huvudöarna Île de Basse-Terre och Île de Grande-Terre samt kringliggande Îles des Saintes, Île Marie-Galante, Îles de la Petite-Terre och Île La Désirade.

## Guvernörer
Under den formellt svenska perioden förvaltades ön fortsatt av engelsmän.
- Alexander Forrester Inglis Cochrane, 30 augusti 1810 – 26 juni 1813
- John Skinner, 26 juni 1813 – 7 december 1814

## Historia
Den 3 mars 1813 överläts Guadeloupe formellt till Sverige.
Svenska regeringen beslöt att utrusta en expedition för att ta ön i besittning. Löjtnanten friherre Carl August Burchard Gyllengranat utsågs till expeditionens ledare och i januari 1814 utnämndes friherre Olof Rudolf Cederström till generalguvernör. Innan expeditionen hunnit avsegla återlämnades dock ön till Frankrike och alla utnämningar återkallades. Ämbetsmannen Carl David Skogman hade dock skickats i förväg och anlände till Pointe-à-Pitre den 16 januari 1814 ombord på ett engelskt fartyg.
Redan efter freden i Paris 1814 återgick ön den 30 maj under franskt styre. Frankrikes överhöghet över ön bekräftades sedan i Wienkongressen år 1815.

## Eftermäle
Frankrikes kung Ludvig XVIII kompenserade Sverige med att erkänna unionen mellan Sverige och Norge. Storbritannien kompenserade det svenska kungahuset med 24 miljoner guldfranc efter ett avtal den 13 augusti 1814. Ersättningen grundade den så kallade Guadeloupefonden.
Delar av fonden användes redan 1815 till att lösa statsskulder efter kung Karl XIV Johans olika krig.